# Bernd Ohnesorge
Bernd Ingo Alexander Ohnesorge (* 25. Mai 1944 in Schreiberhau; † 17. Dezember 1987 in Stara Sagora, Bulgarien) war ein deutscher Tierpräparator und Agent mehrerer Nachrichtendienste.

## Leben

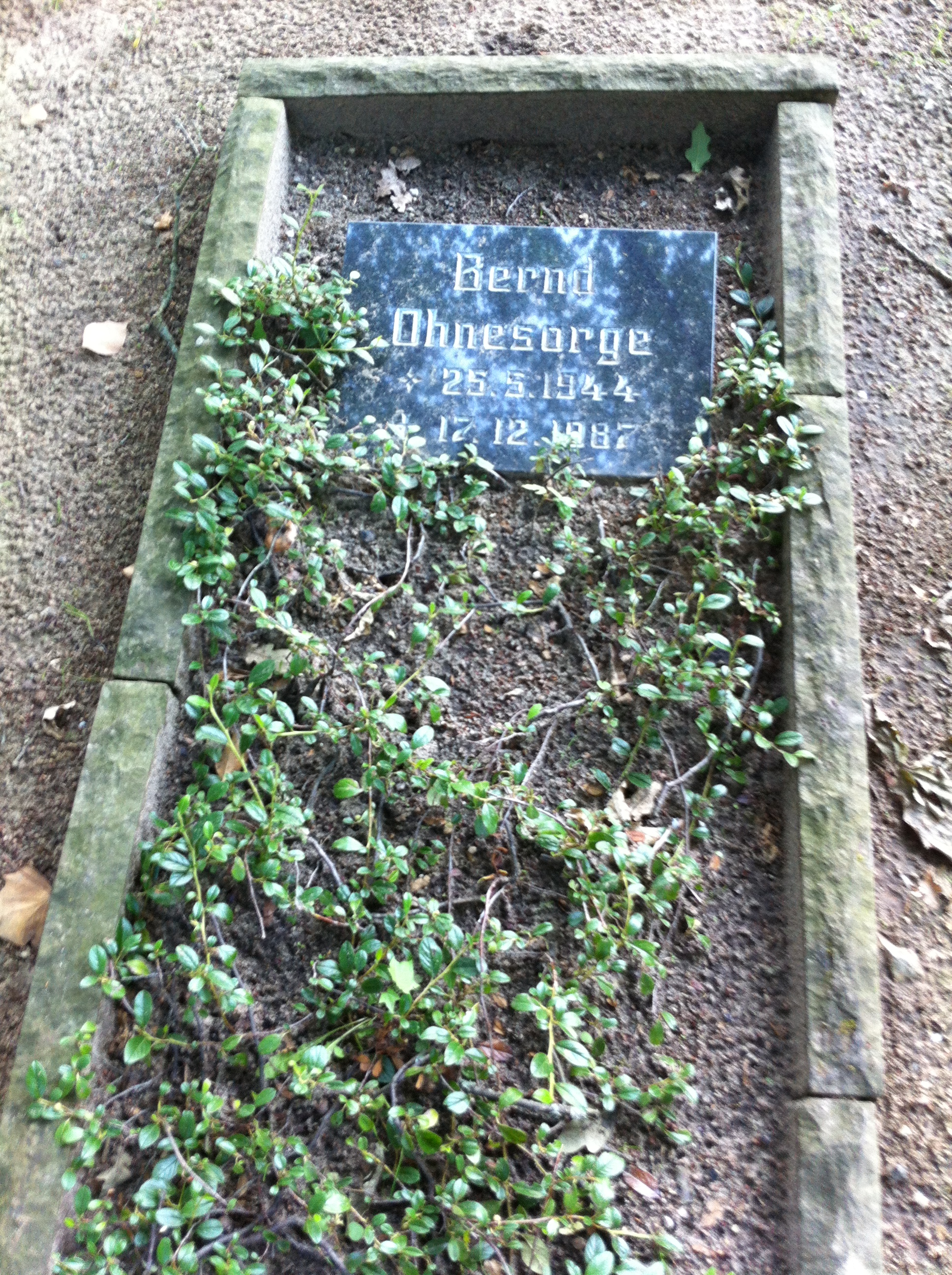
Grab Bernd Ohnesorge auf dem Zentralfriedhof Lüneburg

Nach dem Abitur absolvierte Bernd Ohnesorge eine Ausbildung zum Tierpräparator. Wegen seiner desolaten finanziellen Situation entschloss er sich zur Auswanderung in die DDR, wo er vom Ministerium für Staatssicherheit (MfS) angeworben wurde, um als Auslandsagent in West-Berlin tätig zu werden. Ohnesorge erhielt einen Arbeitsvertrag als Lagerverwalter auf dem Flughafen Berlin-Tempelhof, dort waren Spezialeinheiten der US-Luftstreitkräfte stationiert und in dem Gebäudekomplex des Flughafens residierten auch westliche Nachrichtendienste.
Im Herbst 1966 offenbarte Ohnesorge dies dem britischen Geheimdienst, der daraufhin die West-Berliner Kriminalpolizei informierte. Die polizeilichen Ermittlungen führte der DDR-Spion Karl-Heinz Kurras, der ihn als Überläufer beim MfS meldete. Allerdings waren auch die Berichte von Ohnesorge an das MfS von so minderer Qualität, dass ihn das MfS wegen „Dekonspiration und Unehrlichkeit“ entließ. Kurras erlangte im darauffolgenden Jahr zweifelhafte Bekanntheit, da er im Dienst den Demonstranten Benno Ohnesorg erschoss.
Im Frühjahr 1969 zog Bernd Ohnesorge wieder zu seinen Eltern, die inzwischen in der Nähe von Lüneburg lebten. Dort heiratete er und wurde Vater. Die Ehe scheiterte bereits nach kurzer Zeit. Um 1972 lebte Ohnesorge in Hamburg von Sozialhilfe. Eine zweite Ehe scheiterte Anfang der 1980er Jahre ebenfalls nach kurzer Zeit. In dieser Zeit legte sich Ohnesorge einen fingierten Doktortitel zu und bewarb sich damit erfolglos beim Pathologischen Institut des Universitätsklinikums Eppendorf als Gerichtsmediziner.
Im Frühjahr 1983 wurde er von dem US-amerikanischen Geheimdienst CIA angeworben und zu einer Ausbildung in die USA geflogen. Der CIA gegenüber soll er sich ebenfalls als Gerichtsmediziner mit Doktortitel präsentiert haben, weshalb sie ihn für einen Agenteneinsatz in Bulgarien schulten. Zur Vorbereitung des Einsatzes, bei dem ein Offizier im bulgarischen Verteidigungsministerium angeworben werden sollte, wurde er auf eine bulgarische Gerichtsmedizinerin angesetzt, die im September 1983 auf Einladung des Schweizer Pharmakonzerns Ciba-Geigy an einer Konferenz in Hamburg teilnahm und sich plangemäß in Ohnesorge verliebte.
Nach den Ermittlungen des Politikwissenschaftlers Stefan Appelius gelang der erste Einsatz Ohnesorges in Bulgarien im Januar 1984 unter anderem dadurch, dass er nach dem Rückflug im Flughafen Berlin-Schönefeld einen Schwächeanfall simulierte, um so der Transitkontrolle der DDR-Behörden zu entgehen. Am 6. April 1984 reiste er ein weiteres Mal nach Sofia, wobei er dem bulgarischen Nachrichtendienst auffiel und verhaftet wurde.
Im April 1985 wurde Ohnesorge in der Volksrepublik Bulgarien nach einer Nachfrage bei der DDR in einem geheimen Militärprozess zu 15 Jahren Gefängnis verurteilt. Die CIA ließ ihren Agenten daraufhin im Stich und kümmerte sich nicht weiter um ihn, auch das Auswärtige Amt „ließ den Fall unter den Teppich kehren“.
Am 15. Dezember 1987 übergoss sich Ohnesorge mit Reinigungsmitteln und zündete sich an. Zwei Tage später starb er an den Folgen der Verbrennungen. Der Leichnam wurde von Gerichtsmedizinern aus der Bundesrepublik Deutschland obduziert und anschließend nach Deutschland geflogen. Beigesetzt wurde Bernd Ohnesorge auf dem Zentralfriedhof in Lüneburg.